# Olga Lepechinskaïa (biologiste)
Olga Borisovna Lepechinskaïa (russe : Ольга Борисовна Лепешинская), née Protopopova (russe : Протопопова) le 18 août 1871 (30 août 1871 dans le calendrier grégorien) à Perm (gouvernement de Perm) et morte le 2 octobre 1963 à Moscou (Union soviétique), est une biologiste soviétique, protégée personnelle de Lénine, puis de Staline, Trofim Lyssenko et Alexander Oparin. Elle a rejeté la génétique et défendait le principe de la génération spontanée de la vie depuis la matière inanimée.

## Écrit
- Origine des cellules à partir de la matière vivante traduit du russe par Elli Bronina aux Éditions du Progrès en 1955.